# Эребуни (футбольный клуб)
Футбольный клуб «Эребуни́» (арм. Մարզական ակումբ „Էրեբունի“ Երևան) — армянский футбольный клуб из города Ереван. Основан в 1956 году под названием СКИФ, расформирован в 1999 году.

## Названия
- 1956—1991 — СКИФ.
- 1992—1994 — АСС-СКИФ.
- 1995—1997 — АСС.
- 1997—1998 — «Эребуни-АСС».
- 1999 — «Эребуни».

## История
В советские годы клуб назывался СКИФ (Спортивный клуб института физкультуры) и периодически участвовал в первенстве одной из низших лиг (во второй лиге в 1975—1978 годах, во второй низшей лиге в 1990 и 1991 годах). С момента образования чемпионата Армении клуб получил место в высшей лиге, тогда клуб носил название АСС-СКИФ, которое продержалось до сезона 1994 года, в котором команда заняла 4-е место. В последующие три сезона названием клуба являлась аббревиатура АСС (Армянский Спортивный Союз).
В 1997 году к аббревиатуре добавляется название города-крепости в древнем государстве Урарту, а также района Еревана — Эребуни. В этот же сезон команда завоёвывает бронзовые медали чемпионата, которые, как потом окажется, останутся единственными в длинной истории клуба. В 1999 году, перед началом чемпионата, название изменится в последний раз на «Эребуни», а в конце года клуб будет расформирован.
В последующие годы в Ереване существовало также два клуба с названиями:
- СКИФ — играл в Первой лиге (2000—2002, 2005, 2006) и кубке Армении (1999—2001, 2005, 2006), по ходу сезона-2006 сменил название на «Ай Айри»)[1].
- «Эребуни»[англ.] — функционировал в 2007—2019 годах, в сезонах 2016/17, 2017/18 и 2018/19 играл в Первой лиге, по ходу сезона-2018/19 снялся[2].

Воссозданный и начавший играть в Первой лиге сезона 2009 года клуб «Импульс» (Дилижан) планировал выступать в Ереване под названием «Эребуни», в сезонах 2010, 2011 и 2012/13 играл в Премьер-лиге (на сайте footballfacts.ru в сезоны 2009—2012/13 обозначен как «Эребуни-Импульс» Дилижан).

## Достижения

### Национальные чемпионаты
- СССР

Чемпион Армянской ССР (5)1956, 1958, 1959, 1971, 1974
Обладатель Кубка Армянской ССР (7)1956, 1957, 1971, 1972, 1974, 1979, 1983
- Армения

Бронзовый призёр Чемпионата Армении (1)1997

### Крупнейшие победы и поражения
Самые крупные победы:
В чемпионате Армении:
- «Киликия» Ереван — АСС-СКИФ — 0:11 (1992 год)

В кубке Армении:
- «Эребуни-АСС» — «Динамо» Ереван — 11:0 (1998 год)

Самые крупные поражения:
В чемпионате Армении:
- «Арарат» Ереван — АСС-СКИФ — 7:1 (1993 год)
- АСС — «Арарат» Ереван — 0:6 (1996/97 год)
- «Ширак» Гюмри — «Эребуни» — 6:0 (1999 год)
- «Эребуни» — «Цемент» Арарат — 1:7 (1999 год)

В кубке Армении:
- АСС — ЦСКА Ереван — 0:6 (1996/97 год)

В европейских кубках:
- «Торпедо» Кутаиси (Грузия) — «Эребуни-АСС» — 6:0 (1998 год)

## «Эребуни» в еврокубках
Данные на 28 июля 1998 года
| Сезон | Турнир          | Раунд | Соперник          | 1 матч | 2 матч |
| ----- | --------------- | ----- | ----------------- | ------ | ------ |
| 1998  | Кубок Интертото | 1R    | «Торпедо» Кутаиси | 0 — 6  | 1 — 1  |

- Домашние игры выделены жирным шрифтом

| Турнир          | Игры | Победы | Ничьи | Поражения | Голов забито | Голов пропущено |
| --------------- | ---- | ------ | ----- | --------- | ------------ | --------------- |
| Кубок Интертото | 2    | 0      | 1     | 1         | 1            | 7               |
| Итого           | 2    | 0      | 1     | 1         | 1            | 7               |

## Главные тренеры
- Оганес Заназанян (1976—1977)
- Альберт Абрамян (1977)[3]
- С. Г. Тигранян (1990)[4]
- Роберт А. Барсегян (1991—1992)[5]
- Самвел Дарбинян (1992—1994)
- Эдуард Маркаров (1995 — сентябрь 1996)
- Жак Суприкян (сентябрь 1996 — июнь 1997)
- Эдуард Маркаров (июнь 1997 — июнь 1998)
- Арам Парсаданян (июнь 1998 — декабрь 1999)